# Baseboll
Baseboll (IPA: /ˈbɛjsˌbɔl/) är en lagsport som utövas med ett basebollträ, en basebollhandske och en boll. Baseboll är en stor sport i Nordamerika och delar av Latinamerika. Baseboll är också populärt i Östasien, främst Japan, Sydkorea och Taiwan. I Nordamerika finns proffsligan Major League Baseball (MLB), omfattande 29 klubbar i USA och en i Kanada. Baseboll är även en av världens största publiksporter. Totalt lockade enbart MLB cirka 68 miljoner betalande åskådare 2019. MLB-klubbarna spelar hela 162 matcher i grundserien, där de mest populära klubbarna lockar mer än 40 000 åskådare i snitt till sina 81 hemmamatcher. Därutöver TV-sänds alla matcher i MLB i USA och vissa matcher visas i sportkanaler i stora delar av världen.
Baseboll är också en av de sporter som har störst antal licensierade spelare, cirka 35 miljoner över hela världen. Det internationella basebollförbundet heter World Baseball Softball Confederation (WBSC).
Baseboll var en officiell OS-gren från 1992 till 2008. Efter detta beslutade Internationella olympiska kommittén (IOK) att plocka bort baseboll och softboll från OS-programmet 2012. IOK beslutade senare att baseboll och softboll inte heller skulle vara med vid OS 2016, OS 2020 eller OS 2024. Senare beslutade dock IOK att baseboll skulle återföras till det olympiska programmet till OS 2020. Japan vann guldet i sitt hemma-OS och är regerande olympiska mästare.
VM spelades tidigare vartannat år, men har numera ersatts av World Baseball Classic. Sista VM:et hölls i Panama 2011, där Nederländerna vann.
Efter kritik mot att VM saknade storspelare från de nationella ligorna och som protest mot att baseboll togs bort från OS-programmet instiftades 2006 turneringen World Baseball Classic, som den första internationella turneringen med storstjärnor från Major League Baseball. Vinnare blev Japan, som också vann andra upplagan 2009. 2013 vann Dominikanska Republiken och 2017 vann USA.
EM spelas vartannat år med vissa undantag. Senast hölls EM i Italien 2021 och då vann Nederländerna.
Baseboll är världens bäst betalda idrott och för 2021 toppade Los Angeles Dodgers löneligan med 234 miljoner dollar för de 26 spelare som fanns i lagets spelartrupp när säsongen inleddes.
Baseboll har lagt grunden till mycket som anammats av andra sporter, några exempel är Hall of Fame och all star-match.

## Spelet

### Grundregler

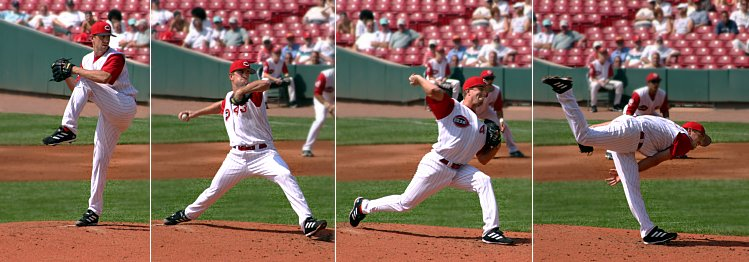
Exempel på en pitchers (kastares) rörelse.

Basebollplanens utseende och mått.

Baseboll är ett slagbollspel som i grunden har likheter med brännboll och stora likheter med softboll. Spelet utövas av två lag om vardera nio spelare (tio om man räknar med designated hittern), för vilka det går ut på att göra fler poäng än motståndarna. Grunden är att det försvarande lagets (utelagets) pitcher (kastare), försöker kasta bollen förbi motståndarnas (innelagets) slagman till sin catcher (mottagare). Pitchern försöker kasta tre strikes till slagmannen, där en strike är ett kast som går igenom strikezonen, vilket är en liten tänkt rymd i luften ovanför utslagsplatsen (home plate). Det blir även en strike om slagmannen svingar slagträt, oberoende av om kastet är innanför eller utanför strikezonen, och om slagmannen träffar bollen men den går foul (utanför planens ytterlinjer). Ett foulslag kan dock inte vara strike tre. Slår slagmannen ett foulslag när han redan har två strikes räknas inte slaget utan slagmannen står kvar på två strikes. Om pitchern lyckas kasta tre strikes förbi slagmannen är slagmannen bränd, en så kallad strikeout. Om slagmannen däremot träffar bollen med slagträt och den inte går foul blir han en löpare och måste springa till första bas och kan om möjligt fortsätta springa till baser längre fram. Under tiden försöker spelarna i utelaget att fånga bollen och helst bränna löparen. Slagmannen kan även nå första bas om pitchern misslyckas med att kasta strikes och kastar bollen fyra gånger utanför strikezonen utan att slagmannen svingar slagträt, något som kallas bollar eller balls. Fyra bollar gör att slagmannen får avancera till första bas utan att ha satt bollen i spel, en så kallad walk eller base on balls. Slagmannen får också avancera till första bas om han träffas någonstans på kroppen av ett kast, en så kallad hit by pitch.
De fyra baserna formar en kvadrat som står på sin spets. Poäng delas enbart ut för offensiva spelare som avancerar från utslagsplatsen via första, andra och tredje bas tillbaka till utslagsplatsen utan att bli brända. Varje sådan spelare innebär en poäng. Det är alltså bara laget som för tillfället slår, det offensiva laget eller innelaget, som kan göra poäng. Så länge man vidrör en bas med någon del av sin kropp kan man inte bli bränd. På första bas får man dock "springa igenom" basen, men när man gått ut på planen igen måste man röra basen för att inte bli bränd. På utslagsplatsen ("fjärde bas") gör man poäng och måste därför inte stanna där. Det kan bara befinna sig en offensiv spelare på varje bas. Det innebär att en spelare som står på första bas måste springa till andra bas eller längre om slagmannen sätter bollen i spel, eftersom slagmannen som minst måste nå första bas för att inte bli bränd. Den tvingande förflyttningen kan vara ett problem om en boll slås mot exempelvis andra bas då det kan vara relativt lätt att bränna löparen som tvingas lämna första bas och lämna plats för slagmannen. Å andra sidan är det positivt när en slagman som får avancera till första bas på en walk därmed även flyttar en medspelare som redan står på första bas till andra bas, vilket ger den senare en bättre chans att ta sig hem om en medspelare får en hit (träff).
De viktigaste egenskaperna offensivt är förmågan att ta sig ut på baserna själv genom en hit eller genom att pitchern missar och man får en walk, snabbhet i löpningen för att undvika att brännas medan man förflyttar sig mellan baserna och förmåga att slå bra när en medspelare är ute på bas och därmed bidra till att "driva hem" spelaren till utslagsplatsen och göra en poäng.
Matcherna spelas normalt över nio omgångar, så kallade inningar, som i sin tur delas upp i två halvor, toppen och botten av inningen, då vardera laget får chansen att slå och göra poäng. Bortalaget börjar alltid som offensivt lag, vilket innebär att om hemmalaget fortfarande leder efter att bortalaget slagit i toppen av nionde inningen så avbryts matchen och botten av nionde inningen spelas aldrig. Om matchen är oavgjord efter nio inningar fortsätter matchen med en inning i taget fram till att ett lag har gjort fler poäng än motståndarna. I varje inning gäller det för utelaget att bränna tre spelare, varefter sidbytet sker. Man spelar alltså inte på tid, vilket gör att maskning är meningslös i baseboll. Man kan bränna spelare på flera sätt. Till att börja med kan slagmannen brännas direkt genom en strikeout (se ovan). Vidare kan man bränna slagmannen genom att man fångar bollen med en lyra innan den hinner studsa (gäller även foulslag). Slutligen kan man bränna spelare genom att en spelare i utelaget vidrör en löpare som inte har kontakt med någon bas med en hand eller handske där bollen ligger, en så kallad tag, eller genom att en spelare i utelaget med bollen under kontroll trampar på en bas som en löpare är tvingad att löpa till, en så kallad force play. Även om slagmannen blir bränd när han slår en lyrboll, kan löpare på bas försöka att avancera under förutsättning att lyran inte innebär den tredje bränningen i inningen (gäller även foulslag). Löparna får dock bara börja springa efter att lyran fångats. Om en lyrboll innebär att en löpare kan avancera från tredje bas tillbaka till utslagslplatsen och göra poäng kallas slaget sacrifice fly.
För varje boll som sätts i spel kan fler än en spelare brännas. Bränner utelaget två spelare i samma spelsekvens kallas det en double play. I mycket ovanliga fall kan hela tre offensiva spelare brännas i samma spelsekvens, en så kallad triple play.
Varje lag har nio spelare i det defensiva spelet fördelade på en pitcher, en catcher, fyra infielders (en förstabasman, en andrabasman, en tredjebasman och en shortstop) och tre outfielders (en leftfielder, en centerfielder och en rightfielder). Om en defensiv spelare gör ett misstag, till exempel misslyckas med att fånga en lyra som han borde ha klarat av, får denne en error i statistiken. Statistiskt sett håller man även räkning på putouts (bränningar) och assists (om man kastar bollen till en medspelare som gör en bränning).
I det offensiva spelet sätts spelarna upp i en slagordning, där de nio spelarna sätts upp i en ordning från 1 till 9 som måste hållas hela matchen. Spelare får bytas ut och den nye spelaren placeras då på samma plats i slagordningen som den som byttes ut. En utbytt spelare får inte återinträda i matchen. Under en normal match hinner en slagman slå fyra eller fem gånger om han inte blir utbytt. Om en ny spelare slår för en utbytt spelare och i sin tur blir utbytt mot en tredje spelare när laget ska spela defensivt igen, kallas han för pinch hitter. Likaså kan man sätta in en löpare, pinch runner, som brukar vara snabb, i stället för en annan löpare på bas. Denna spelare kan sedan spela vidare i matchen, då som ordinarie spelare, eller bytas ut mot en ny avbytare. Både pinch hitter och pinch runner är ett taktiskt drag av tränaren. Det kan liknas vid att man i handboll sätter in en speciell målvakt vid straffkast och sedan återgår till den ordinarie målvakten. I baseboll får inte någon som blir utbytt återkomma till matchen, så lagen har därför ett stort antal reservspelare utöver de nio som inleder matchen.

### Matchen i matchen

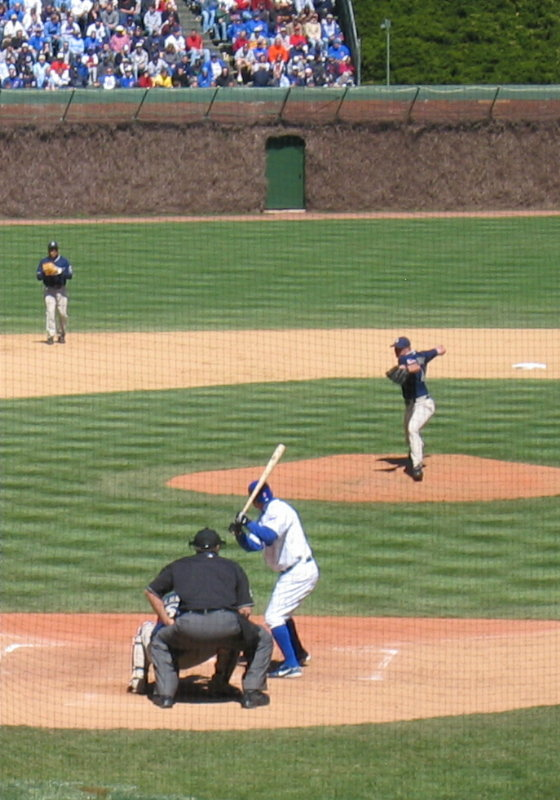
En pitcher möter en slagman.

Duellen mellan pitchern och slagmannen är en uppgörelse i sig i basebollmatchen. Pitcherns insats är avgörande för ett lags framgång och en bra pitcher kan dominera motståndarlaget medan en svag pitcher kan göra det mycket svårt för sitt lag att vinna. Pitchern står på en liten kulle, 25 centimeter hög, och avståndet till utslagsplatsen är 18,39 meter. Pitcherns uppgift är att kasta så svåra och varierade kast att slagmannen inte kan träffa bollen. Pitchern kan variera sina kast med till exempel hårda och mer eller mindre raka kast, fastballs, olika lösare och skruvade kast, curveballs, changeups eller sliders, eller helt oskruvade knuckleballs (väldigt ovanligt numera). Bollen kan komma upp i över 160 kilometer i timmen av de pitchers som kastar hårdast. Catchern och pitchern väljer ofta kast tillsammans. Catchern signalerar med handtecken till pitchern, till exempel att han vill ha en låg fastball till vänster. Pitchern accepterar med en nick. Om inte föreslår catchern något annat tills de är överens. På så vis vet catchern vad som väntar, vilket underlättar för att fånga bollen, och pitchern får hjälp att ta taktiska beslut i "matchen i matchen" mot slagmannen.
Pitchern kan ibland på uppmaning av tränaren taktiskt ge en bra slagman en avsiktlig walk (intentional walk) för att ta sig an en sämre slagman som står på tur i slagordningen.
Gör pitchern en otillåten rörelse enligt domaren, till exempel en avbruten kaströrelse, blir det en så kallad balk, vilket gör att löparna på bas får avancera en bas. Står det en löpare på tredje bas innebär det alltså att han gör poäng. Kastar pitchern ett kast så snett att catchern inte lyckas fånga den blir det en så kallad wild pitch. Under tiden som catchern springer för att hämta bollen kan löparna på baserna avancera och till och med försöka hinna hem till utslagsplatsen för att göra poäng. Samma sak gäller om det är catcherns "fel" att han inte lyckas fånga bollen, men statistiskt kallas det i stället för en passed ball.

### Taktik för försvarsspel
Många gånger strävar slagmän efter långa kastserier, det vill säga att pitchern får kasta många gånger innan antingen slagmannen kommer på bas eller blir bränd. Ju fler kast pitchern tvingas kasta, desto tröttare blir han. Det är nuförtiden ovanligt att pitchern kastar en hel match, utan han ersätts av reserver från avbytarbänken för pitchers, den så kallade "bullpen". Några av de viktigaste besluten för lagets tränare är när han ska göra sina pitcherbyten under matchens gång. Varje lag har ett stort antal reservpitchers som kan komma in och ersätta startern. Är laget i knapp ledning inför nionde inningen använder de sin bästa reserv, som ofta är en riktigt hårdkastande specialist. Han kallas "closer" och har som uppgift att "stänga" matchen och hindra motståndarlaget från att komma tillbaka från underläget sista gången de får chansen. Leder laget redan i åttonde inningen använder de den spelare som normalt är det näst skarpaste vapnet bland reserverna, som kallas "setup-man". I tidigare inningar kallas reserven "middle reliever", det vill säga avbytare i mellaninningarna. Det finns även vissa specialister som kan komma in och bara möta en enda slagman. Har exempelvis motståndaren en särskilt skicklig vänsterhänt slagman som kommer upp för att slå i en kritisk situation där motståndarna har många spelare på baserna kan en specialist som kan kasta en särskild skruv, som är särskilt svår att träffa för en vänsterhänt slagman, komma in. Efter att ha åstadkommit en enda bränning byts han ut, kanske mot en ny specialist som möter nästa slagman med andra specialiteter.
Det gäller att hushålla med kastarmarna. Startern spelar normalt var femte match. Reserverna kan spela en inning per match flera matcher i rad. Även de måste dock vila när matcherna följer på varandra dag efter dag. Tränaren sparar sina bästa reserver i matcher där det är väldigt ojämnt resultat och använder sämre eller mer oerfarna reserver i sådana situationer.
I utespelet kan försvararna ställa upp sig något annorlunda beroende på vem som slår och andra omständigheter. Vissa slagmän slår exempelvis nästan alltid bollen till höger på spelplanen från sitt håll sett, vilket gör att försvararna drar sig ditåt. Outfielders ställer upp längre eller kortare från baserna beroende på vem som slår och vad poängställningen är i matchen. Finns det löpare på baserna ställer infielders upp sig annorlunda än om baserna är tomma.
En spelare i det offensiva laget "tjuvar" ofta ett par steg från sin bas medan pitchern kastar, detta för att komma snabbare till nästa bas om slagmannen lyckas sätta bollen i spel. Pitchern kan ibland överraskande kasta bollen till en medspelare nära basen som försöker bränna löparen innan han hinner tillbaka till basen. Det kallas pick-off. De snabba spelarna kan även "stjäla" en bas då de kommit ut och blivit löpare, genom att helt enkelt avancera en bas i samma ögonblick som pitchern påbörjar sitt kast till slagmannen. Catchern har en viktig uppgift i försvarsspelet genom att i en sådan situation från huksittande position snabbt och med precision kasta den fångade bollen till en medspelare som ska hinna först till den bas löparen försöker stjäla. Bränns löparen kallas det caught stealing. Ibland kan det hända att den kastade bollen inte fångas utan försvinner iväg ut på planen, vilket ger chans att avancera en bas ytterligare eller till och med hinna hem och göra poäng.

### Taktik för offensivt spel
De nio spelarna brukas ställas upp i den här slagordningen:
- 1 (Leadoff man) Ska vara en ganska bra slagman och en snabb löpare. Ska ha tålamod och hellre vänta på en walk än slå tidigt i kastserien och riskera att bli bränd.
- 2 Ska vara bra på att bunta eller på annat sätt sätta bollen i spel samt vara snabb.
- 3 Ska vara en pålitlig slagman som har högt slaggenomsnitt.
- 4 Är lagets slugger som slår många homeruns.
- 5 Ska kunna slå långa slag.
- 6 Får ofta slå när det är löpare på bas, bör träffa bra.
- 7 En något sämre slagman.
- 8 Brukar vara sämste slagman och inte så snabb.
- 9 Bör kunna bunta bra, brukar vara pitcherns plats.

Detta är bara riktmärken och ett lag kanske inte har dessa spelartyper.
I de flesta ligorna i världen behöver inte pitchern slå, utan dennes plats i det offensiva spelet tas av en spelare som inte deltar i det defensiva spelet, en så kallad designated hitter. Denne brukar vara en bra slagman och placeras oftast någonstans i mitten av slagordningen.
Uppställningen gäller när matchen startar. Slår till exempel fem spelare innan laget drabbas av den tredje och sista bränningen i första inningen, slår spelare sex först i andra inningen. De som slår bäst i laget är normalt på positionerna 3–5. Riktigt bra lag som har flera riktigt duktiga slagmän sätter dem efter varandra hellre än att sprida ut dem. En bra slagman "skyddar" slagmannen före, det vill säga pitchern vill inte chansa med en avsiktlig walk i ett kritiskt läge om spelaren efter är ett allvarligt hot också. Har man alla bra slagmän i rad får alla chansen att slå på bollar i strikezonen i stället för att "tvingas" till en walk.
Ofta passar tränaren på att göra byten av pitcher när det är pitcherns tur att slå. Det vill säga, en pinch hitter kommer in och slår och ersätts av en ny pitcher när det är dags för försvarsspel igen. Ibland kan det ske en double switch, varvid pinch hittern stannar i matchen som positionsspelare och slår som nia i slagordningen, medan den inbytte pitchern ersätter någon annan och hamnar på annan plats i slagordningen än nionde.
En spelare kommer oftast ut på bas genom att slå ut en boll på planen innan motståndarna hinner bränna honom, en hit. Hinner man till första bas på ett slag kallas detta en single, kommer man till andra bas på ett slag är det en double. Triple kallas det om slagmannen springer ända till tredje bas, och hinner man ända hem på ett slag gör man en homerun. Man kan även göra en bunt, då man i stället för att slå iväg bollen så hårt man kan får iväg en kort slagen boll genom att bara sätta fram slagträt och låta bollen gå bara några meter in på planen.

## Domare

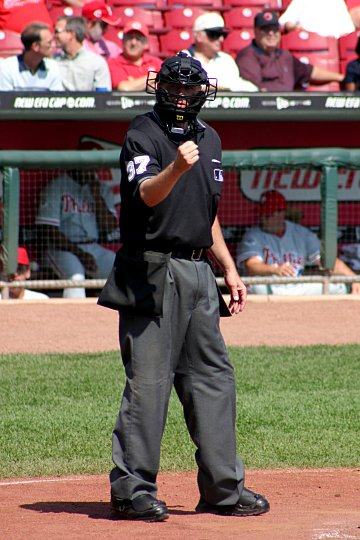
En domare signalerar att en spelare är bränd.

En match i baseboll döms av en till sex domare. Vanligast i professionell baseboll är att matchen leds av fyra domare. Viktigast är hemplattedomaren (home plate umpire), som står bakom catchern och bedömer om kasten är bollar eller strikes och fattar andra beslut. Vidare finns det en domare vid varje bas, som mest bedömer om en spelare är bränd eller inne (safe). I slutspelen i Major League Baseball (MLB) har man ytterligare två domare, som står ute på outfield. I Sverige har man ofta två eller tre domare.
Förutom domare måste det finnas en eller flera protokollförare vid alla officiella matcher, som för protokoll över de flesta händelser som sker på planen. Dessa fakta används inte för att skilja lag åt i tävlingssammanhang då inte målskillnad används i baseboll, men används till den digra lag- och spelarstatistiken som registreras i organiserad baseboll.

## Kända historiska spelare

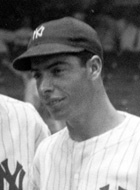
Joe DiMaggio 1937.

- Hank Aaron
- Yogi Berra
- Barry Bonds
- Roger Clemens
- Ty Cobb
- Joe DiMaggio
- Lou Gehrig
- Kirk Gibson
- Tom Glavine
- Ken Griffey Jr.
- Vladimir Guerrero
- Ryan Howard
- "Shoeless" Joe Jackson
- Reggie Jackson
- Derek Jeter
- Randy Johnson
- Don Larsen
- Connie Mack
- Greg Maddux
- Mickey Mantle
- Pedro Martínez
- Mark McGwire
- Yadier Molina
- Sadaharu Oh
- Satchel Paige
- Albert Pujols
- Manny Ramírez
- Mariano Rivera
- Jackie Robinson
- Alex Rodriguez
- Iván Rodríguez
- Pete Rose
- Babe Ruth
- Nolan Ryan
- Johan Santana
- Sammy Sosa
- Ichiro Suzuki
- Ted Williams
- David Wright
- Cy Young

## Kända aktiva spelare

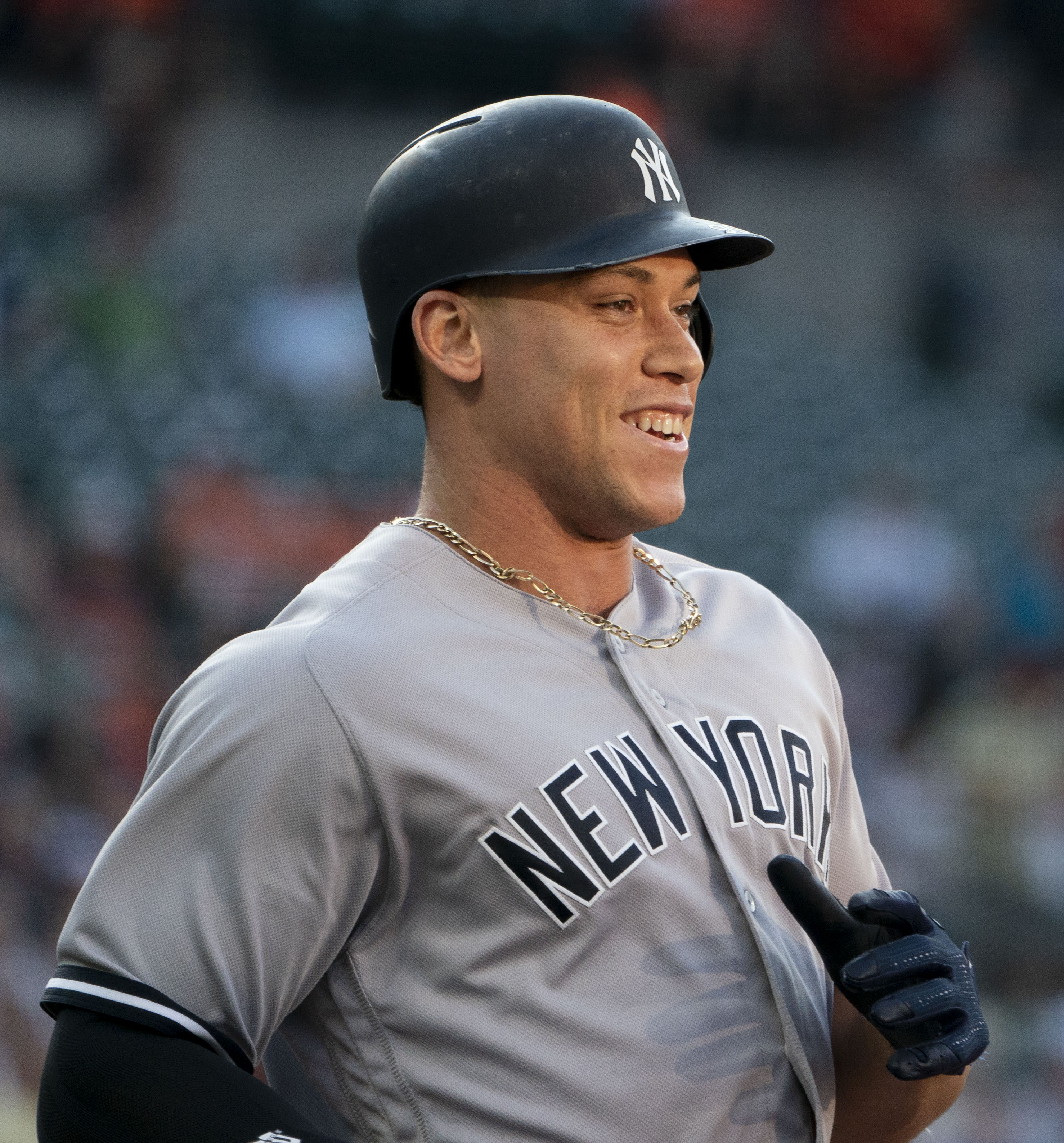
Aaron Judge 2018.

- José Altuve
- Nolan Arenado
- Jake Arrieta
- Trevor Bauer
- Mookie Betts
- Shane Bieber
- Xander Bogaerts
- Kris Bryant
- Madison Bumgarner
- Miguel Cabrera
- Aroldis Chapman
- Gerrit Cole
- Carlos Correa
- Jacob deGrom
- Freddie Freeman
- Zack Greinke
- Bryce Harper
- Kenley Jansen
- Aaron Judge
- Clayton Kershaw
- Craig Kimbrel
- D.J. LeMahieu
- Francisco Lindor
- Evan Longoria
- Manny Machado
- Kenta Maeda
- Andrew McCutchen
- Shohei Ohtani
- Buster Posey
- David Price
- J.T. Realmuto
- Anthony Rendon
- Anthony Rizzo
- Ryu Hyun-jin
- Chris Sale
- Max Scherzer
- George Springer
- Giancarlo Stanton
- Trevor Story
- Stephen Strasburg
- Mike Trout
- Justin Verlander
- Joey Votto
- Christian Yelich